# 언더그라운드 음악

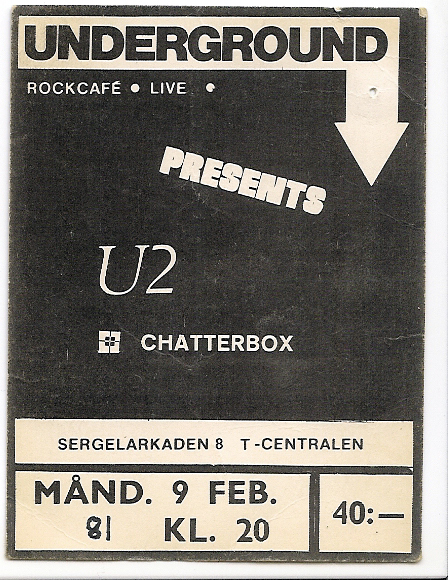
스웨덴의 포스터

언더그라운드 음악(영어: underground music)은 주류 문화(mainstream culture)에서 벗어난 음악 장르를 통칭할 때 사용하는 말이다.
언더그라운드 음악은 주류 대중 음악 문화의 외부에 있거나 다소 반대되는 것으로 인식되는 관행을 가진 음악이다. 언더그라운드 음악은 전체적으로 대중음악 문화와 밀접하게 연결되어 있기 때문에 대중음악 문화의 형식과 과정에 동화되고 저항하는 것처럼 보이기 때문에 언더그라운드 음악에는 중요한 긴장감이 존재한다.
언더그라운드 음악은 공식적이거나 상업적으로 추진되는 관행에 반대되는 성실성, 친밀감, 창의적인 표현의 자유를 표현하는 것으로 인식될 수 있다. 개성 부적합의 개념은 일반적으로 언더그라운드 음악의 미덕을 칭찬하는 데 사용된다. 특히 마주치기 어려운 언더그라운드 음악의 예가 있다. 미하일 고르바초프 이전 소비에트 연방의 언더그라운드 록 장면과 같이 수년에 걸쳐 열성적인 추종자를 모았다.(특히 키노와 같은 밴드의 경우) 그러나 대부분의 언더그라운드 음악은 쉽게 접근할 수 있지만 초심자가 공연과 녹음된 음악을 찾기 어려울 수 있다.
1980년대 초반의 언더그라운드 힙합 스타일과 같은 일부 언더그라운드 스타일은 결국 주류가 되고 상업화된 팝 스타일이 되었다. 2000년대에 인터넷과 디지털 음악 기술의 가용성이 높아짐에 따라 스트리밍 오디오와 팟캐스트를 사용하여 언더그라운드 음악을 더 쉽게 배포할 수 있게 되었다. 일부 문화 연구 전문가들은 이제 인터넷이 마우스 클릭 한 번으로 누구나 접근할 수 있는 언더그라운드 음악을 만들었기 때문에 "언더그라운드는 없다"고 주장한다.

## 같이 보기
- 독립 음악